# Вагнер, Дэнни
Дэниел Роберт Вагнер, известный как Дэнни Вагнер (род. 29 декабря 1998, Флинт, штат Мичиган, США) — американский музыкант, барабанщик рок-группы Greta Van Fleet, в состав которой также входят Джош Кишка (певец), Джейк Кишка (гитарист) и Сэм Кишка (басист и клавишник).

## Биография

### Юность
Дэнни Вагнер вырос во Франкенмуте (штат Мичиган, США) со своей сестрой Джози Вагнер. Он очень молод, его привлекает музыка. Его родители, Дэн Вагнер и Лори Гунтерман-Вагнер, обеспечили ему доступ к различным инструментам в раннем возрасте. Он начал с гитары, инструмента, который до сих пор для него преобладает, поскольку он иногда аккомпанирует Джейку Кишке на электроакустической гитаре во время выступлений на радио. Его отец заявил, что именно Дэнни сыграл гитарное соло в песне Flower Power во время записи EP From The Fires.
В то же время он выучился игре на барабанах. В интервью журналу Modern Drummer Magazine он сказал, что также научился играть на валторне, фортепиано, мандолине и басу. Он стал участником музыкальной группы в своём колледже, а затем и в старшей школе.
Дэнни Вагнер также увлекается гольфом. Он присоединился к своей школьной команде и вместе со своими товарищами по команде выиграл региональное соревнование. Хотя страсть к музыке возобладала, он до сих пор любит поиграть в гольф, когда появляется такая возможность.

### Личность
В интервью веб-сайту Error 404 Дэнни Вагнер заявляет, что как на барабанщика на него повлияли Джон Бонэм (Led Zeppelin), Кит Мун (The Who), Бадди Рич, Митч Митчелл (Jimi Hendrix Experience), Джинджер Бейкер (Cream) и Ринго Старр (The Beatles). Он также объясняет, что отождествляет себя с последним не только в отношении техники игры, но и в связи с тем, что Ринго Старр присоединился к Beatles последним, когда Джон Леннон, Пол Маккартни и Джордж Харрисон уже очень хорошо знали друг друга. Это также относится к Дэнни, присоединившемуся к группе немного позже, и трем другим членам Greta Van Fleet, являющимся братьями.

### Грета Ван Флит
Группа, образованная в 2012 году, изначально состояла из Джоша Кишки, Джейка Кишки, Сэма Кишки и друга Кайла Хаука, который вскоре вышел из состава. Его заменил Дэнни в 2013 году. Братья Кишка хорошо знали Дэнни, потому что он иногда приходит поиграть на гитаре с Джейком и делил школьную скамью с Сэмом.
Дэнни заявляет, что умение играть на нескольких инструментах является для него преимуществом. Это позволяет ему привнести в песни Greta Van Fleet большую перспективу и разнообразие идей.

### Приверженность различным делам с Гретой Ван Флит
Вместе с группой Дэнни поддерживает благотворительные, гуманитарные или музыкальные ассоциации, делая пожертвования, особенно во время пандемии коронавируса.
После убийства Джорджа Флойда в 25 мая 2020 года вместе с другими участниками группы выступил в поддержку движения Black Lives Matter.
В октябре 2020 года группа подписала корсет, который впоследствии будет продан с аукциона в пользу больных раком груди в Медицинском центре Херли (Флинт, Мичиган). В том же месяце все члены группы подписали гитару, которая была продана с аукциона в пользу Исторической ассоциации Франкенмута.
С ноября 2020 года группа сотрудничает с брендом Happy Earth, продавая многоразовые бутылки для воды (ограниченный тираж 100 экземпляров) с изображением сингла My Way, Soon. Вырученные средства идут на поддержку экологических проблем.

## Дискография

### студийные альбомы
- 2018 : Anthem of the Peaceful Army (Republic Records)
- 2021 : The Battle at Garden’s Gate (Republic Record)

### EP
- 2017 : Black Smoke Rising (Republic Records)
- 2017 : From the Fires (Republic Records)

### Синглы
- 2019 : Always There (Republic Records)

## Награды
- 2017 : Лучшие новые исполнители на церемонии вручения наград Loudwire Music Awards .
- 2019 : Лучший рок-альбом на церемонии вручения премии «Грэмми» с From the Fires .
- 2019 : Рок-песня года на церемонии вручения музыкальных наград iHeartRadio Music Awards с Safari Song .
- 2019 : Лучший иностранный альбом на премии Fryderyk Awards с гимном мирной армии .